# Herminia martha
Herminia martha är en fjärilsart som beskrevs av Barnes 1928. Herminia martha ingår i släktet Herminia och familjen nattflyn. Inga underarter finns listade i Catalogue of Life.